# Paul Van Hyfte
Paul Van Hyfte (né le 19 janvier 1972 à Eeklo) est un coureur cycliste belge. Professionnel de 1994 à 2004, il a effectué la majeure partie de sa carrière au sein de l'équipe Lotto. Il a notamment remporté le Championnat des Flandres et la Coupe Sels en 2001.

## Palmarès

### Palmarès amateur
- 1989
  - 2e du championnat de Belgique de poursuite juniors
  - 2e du championnat de Belgique de course aux points juniors
  - 3e du championnat de Belgique du contre-la-montre juniors
- 1990
  -  Champion de Belgique sur route juniors
  -  Champion de Belgique de poursuite juniors
  - 2e du championnat de Belgique de course aux points juniors
  - 2e du championnat de Belgique de l'américaine juniors
  - 3e du championnat de Belgique de course aux points juniors
- 1991
  - 3e du championnat de Belgique de poursuite amateurs
  - 3e du championnat de Belgique de course aux points amateurs
- 1993
  - 2e du championnat de Belgique sur route amateurs

### Palmarès professionnel
| - 1994 - 3e du championnat de Belgique derrière derny - 3e du Grand Prix du Nord-Pas de Calais - 1996 - 2e du Bol d'Air creusois - 1998 - Grand Prix de la ville de Zottegem - 2e de la Route Adélie - 10e de la HEW Cyclassics | - 2000 - 2e du Rund um den Flughafen Köln-Bonn - 3e du championnat de Belgique de l'omnium - 2001 - Coupe Sels - Championnat des Flandres - 3e de la Classic Haribo - 2004 - 2e du Ster Elektrotoer |  |

## Résultats sur les grands tours

### Tour de France
6 participations
- 1996 : 120e
- 1997 : 90e
- 1998 : 64e
- 2000 : 79e
- 2001 : 92e
- 2002 : 120e

### Tour d'Espagne
1 participation
- 1999 : 76e